# Дрен (Лепосавић)
Дрен је сеоско насеље у општини Лепосавић на северу Косова и Метохије у Србији. Налази се на ушћу Дренске реке у Ибар на пола пута од Лепосавића према Лешку на око 450 метара надморске висине. У Дрену живи око 270 становника, а површина атара је 1.251,5 хектара.

## Порекло назива
Село је првобитно имало назив „Дријен“, који је највероватније добило по веома распрострањеном дрвету дрен (дријен, дрењина, дренак). Од њега се прави ракија „дрења“ и џем. Становништво села је углавном досељено из данашње северне Црне Горе, највећим делом из племена Васојевића из подручја Берана и Андријевице.
Губљењем, и прилагођавањем на екавски нагласак „Дријен“ је постао „Дрен“. Први писани подаци о постојању насеобине Дријен потичу из 1314. године, у повељи краља Стефана Милутина Манастиру Бањска.

## Положај и географске одлике
Дрен се налази у Дренској долини, на ушћу Дренске реке у Ибар, његове десне притоке. Смештен је на надморској висини од око 450 метара, пет километара северно од Лепосавића. Са десне стране реке су брда и узвишења — Шанац (547 м), Ђоковац (669 м) и Кулина (847 м), а са леве стране су Грабак (784 м), Градина (774 м), Чукара (761 м) и Бориковац (976 м). Кроз село пролази железничка пруга Краљево-Косово Поље-Скопље, изграђена 1931. године, као и магистрални пут Краљево-Косовска Митровица, изграђен 1969. године.
У Дрену се одваја пут уз Дренску реку, који води до рудника олово-цинкане руде, Бело Брдо, на западној страни Копаоника. У Дрену су изграђена два моста преко реке Ибар, један који води ка насељу Горњи Крњин, и други који је веза са Доњим Крњином.

## Историја
Након османлијских освајања Балканског полуострва и подручје Дрена пало је под власт освајача. За време Првог српског устанка Карађорђеви устаници су први пут ослободили ове пределе (1812). Исте године заједно са устаницима, повлачи се становништво из Дрена пред налетом Турака, па село и околина остају добрим делом пусти. Становништво са севера Црне Горе, затим насељава ове просторе. Граница ослобођене Србије након устанака, према Осмалијама била је у Дрену, све до 1912. године. После повлачења Турака у тим пограничним објектима Краљевина Србија је формирала жандармеријску станицу, која је постојала све до почетка Другог светског рата, тачније до 1941. године.
По завршетку Другог светског рата, 1945. године у Дрену је основан Месни народни одбор, као орган нове власти, који је вршио функцију до 1953. када су те надлежности пребачене у Лепосавић.
На основу територијалне организације Републике Србије, у оквиру СФРЈ, административна граница између Србије и Аутономне косовско-метохијске области (АКМО) била је у Дрену, на истом месту где је била и до 1912. године. У циљу смањења броја општина у Републици Србији, донет је закон 1959. године, којим су мање општине припојене већим или је више мањих суседних спојено у једну већу. У долини Ибра тада су постојале три општине – Ибарска Слатина, Лепосавић и Лешак, које су спојене у једну јединствену, са седиштем у НО општине Лепосавић. Тим спајањем је померена административна граница између Србије и Косова и Метохије за 15 км северно до села Јариње где се и данас налази.

## Привреда
Дрен има повољне услове за бављење пољопривредом и сточарством због тога што има велике земљишне површине које се простиру дуж тока Ибра и поред Ибарске магистрале у површини од oкo 100 хектара, као и веома плодно земљиште поред Дренске реке, које углавном служи за повртарске културе обзиром на могућност наводњавања. У долини се гаје пшеница и кукуруз.
У Дрену постоје значајне количине руде лапорац који се користи у производњи цемента. Највеће налазиште је на брду Ђоковац (668 м). Према плану из 1946. године требало је да буде изграђена цементара, али се од тога одустало након политичких промена две године касније (резолуција Информбироа), па је планирана опрема за цементару преусмерена у Поповац крај Параћина. У Дрену постоји постројење за сепарацију шљунка са израдом бетонских блокова и друге галантерије од бетона, један угоститељски објекат, као и три продавнице прехрамбене робе.

## Становништво
У Дрену постоји четвороразредна основна школа основана 1939. године која припада подручној осмогодишњој школи у Лепосавићу. Поред сеоског гробља некада је постојала црква из XVII или XVIII века посвећена највероватније светом Марку, која је порушена и сад су остале само зидине са преградним зидом који је одвајао олтарски део од осталог црквеног простора у којој се и данас обавља служба. Село има и своју сеоску славу – литије, Марковдан који се слави 8. маја.
| Етнички састав према попису из 1991.‍ | Етнички састав према попису из 1991.‍ | Етнички састав према попису из 1991.‍ | Етнички састав према попису из 1991.‍ | Етнички састав према попису из 1991.‍ |
| ------------------------------------ | ------------------------------------ | ------------------------------------ | ------------------------------------ | ------------------------------------ |
|                                      |                                      |                                      |                                      |                                      |
| Срби                                 | Срби                                 |                                      | 206                                  | 98,56%                               |
| Црногорци                            | Црногорци                            |                                      | 2                                    | 0,95%                                |
| остали                               | остали                               |                                      | 1                                    | 0,47%                                |

| Становништво Дрена према полу 1991.‍ | Становништво Дрена према полу 1991.‍ | Становништво Дрена према полу 1991.‍ | Становништво Дрена према полу 1991.‍ | Становништво Дрена према полу 1991.‍ |
| ----------------------------------- | ----------------------------------- | ----------------------------------- | ----------------------------------- | ----------------------------------- |
|                                     |                                     |                                     |                                     |                                     |
| мушкарци                            | мушкарци                            |                                     | 102                                 | 102                                 |
| жене                                | жене                                |                                     | 107                                 | 107                                 |

| Кретање броја становника Дрена 1948-1991.‍ | Кретање броја становника Дрена 1948-1991.‍ | Кретање броја становника Дрена 1948-1991.‍ | Кретање броја становника Дрена 1948-1991.‍ | Кретање броја становника Дрена 1948-1991.‍ |
| ----------------------------------------- | ----------------------------------------- | ----------------------------------------- | ----------------------------------------- | ----------------------------------------- |
|                                           |                                           |                                           |                                           |                                           |
| 1948.                                     | 1948.                                     |                                           | 203                                       | 203                                       |
| 1953.                                     | 1953.                                     |                                           | 230                                       | 230                                       |
| 1961.                                     | 1961.                                     |                                           | 254                                       | 254                                       |
| 1971.                                     | 1971.                                     |                                           | 240                                       | 240                                       |
| 1981.                                     | 1981.                                     |                                           | 224                                       | 224                                       |
| 1991.                                     | 1991.                                     |                                           | 209                                       | 209                                       |

Дрен је добио првог становника са факултетским образовањем још 1964. године, а данас их има више од 25.
Дрен данас има 65 домаћинстава и 275 становника и из села није било великог расељавања становништва изузев оних који су се школовали до високог образовања а нису имали где да се запосле. Данас у Дрену постоје следећи родови и то: Алексићи, Антонијевићи, Миловановићи, Борисављевићи, Бојанићи, Миладиновићи, Ивановићи, Вукосављевићи, Вучинићи, Вукићевићи, Крстовићи, Обрадовићи, Димитријевићи, Требјешанини и Јовановићи.
1 (не постоји директна веза ка референци из пописа 1991, већ је потребно унети у претраживач годину и преузети документе)

## Галерија
- Црквена чесма
- Литије за Марковдан
- Старо црквиште
- Мост преко Дренске реке
- Ушће Дренске реке
- Дренска река